# صوت الجهاد (مجلة)
مجلة صوت الجهاد هي مجلة تصدر إلكترونيا مرتين كل شهر و هي تعتبر جناح إعلامي لتنظيم القاعدة في السعودية و صدر أول عدد لها في أكتوبر 2003 و توقفت عن الصدور في أواخر عام 2006 بعد أن بلغت أعدادها أكثر من 60 عدد، كان يتولى تحريرها عيسى العوشن حتى مقتله في 2004 في عملية أمنية في حي الملك فهد بالعاصمة الرياض و تولى تحريرها في 2005 عبد العزيز الطويلعي العنزي حتى القبض عليه بعد تبادل لإطلاق النار أدى لإصابته و من ثم اعتقاله، و كانت المجلة تحتوي على معلومات عسكرية و عن أنواع الأسلحة و طريقة تركيبها و عن التدريبات الرياضية المناسبة للياقة البدنية للشخص المقاتل و معلومات صحية و طبية للتعامل مع الشخص المصاب أو الجريح و مقابلات شخصية مع أفراد التنظيم و مقالات رأي بأسماء مستعارة تهاجم نظام الحكم في السعودية و علاقته بالولايات المتحدة و تقوم بنشر تفاصيل و كواليس هجمات تنظيم القاعدة في السعودية و وصايا منفذيها.